# Karel Pelant

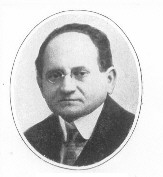
Karel Pelant

Karel Pelant (* 28. Oktober 1874 in Prag; † 24. Januar 1925 in Prag) war ein tschechischer Journalist und ein Pionier der Esperanto-Bewegung.

## Leben
Nach einem Studium der Bildhauerei an der Prager Kunstakademie wurde Pelant Journalist. Zunächst in der tschechischen Provinz tätig, arbeitete er später in Prag. Nach Ende des Ersten Weltkriegs wurde er Redakteur der Zeitung Večera.
1901 war er Mitbegründer der Ersten österreichischen Esperantisten-Gesellschaft. Ferner war der Atheist Pelant, der als sprachgewandter Debattenredner und Polemiker galt, ein gefürchteter antikirchlicher Pamphletist.
Pelant, der sich längere Zeit in Amerika aufgehalten und darüber auch ein Buch veröffentlicht hatte, war auch als literarischer Übersetzer aus dem Englischen und Französischen tätig.

## Bücher und Broschüren
- Pranýř klerikalismu. 1899
- Vatikán. Listy římského návštěvníka do Čech. 1907
- Otcové volné myšlenky. Její zásady, požadavky a organisace. Životopisy otců Volné Myšlenky. Úvod a to ostatní J. Myslík. 1907
- Plato. 1909
- Žena, muž a společnost: poměr žen i mužů k společnosti i k sobě navzájem. 1909
- Příští národ. 1909
- Sokolstvo a volná myšlenka. 1909
- Pohřeb ohněm nebo hnitím? Námitky a důvody pro i proti. 1909
- Kopa kapiček. 1912
- Anglicky radostně. 1919
- Amerika, jaká je v skutku. 1919